# Sóc chuột phương Đông
Sóc chuột phương Đông, tên khoa học Tamias striatus, là một loài động vật có vú trong họ Sóc sống ở miền đông Bắc Mỹ. Nó là loài duy nhất còn sống trong chi Tamias.

## Hình ảnh

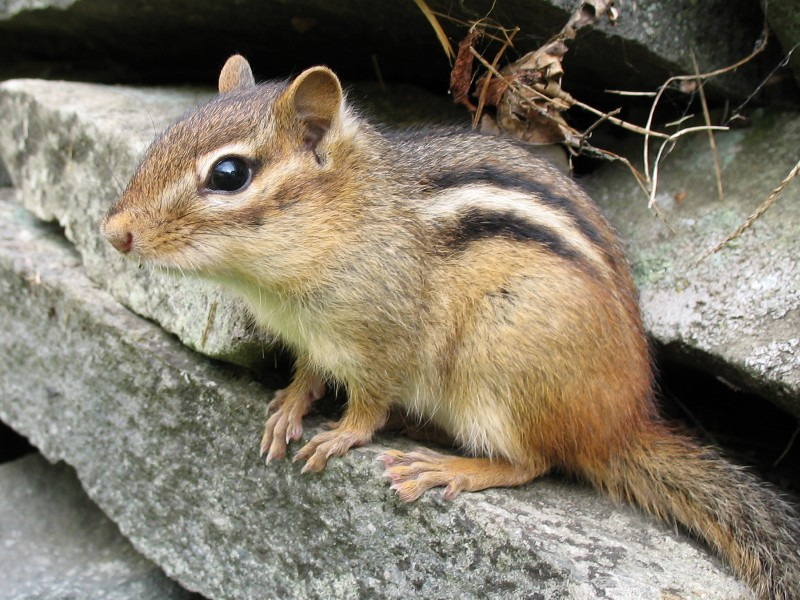
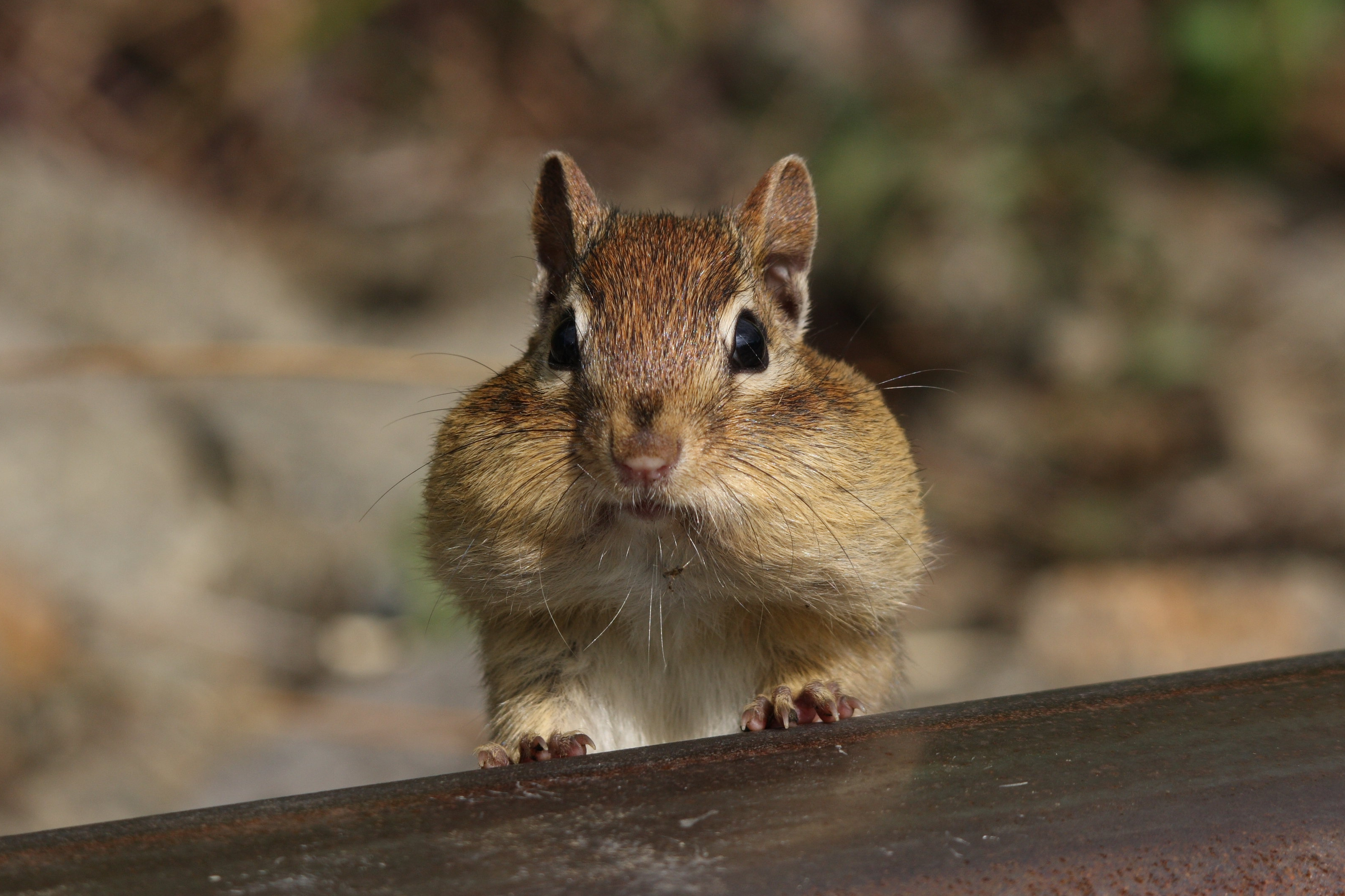

## Phân loài
- T. s. striatus
- T. s. doorsiensis
- T. s. fisheri
- T. s. griseus
- T. s. lysteri
- T. s. ohioensis
- T. s. peninsulae
- T. s. pipilans
- T. s. quebecensis
- T. s. rufescens
- T. s. venustus